# 华弹镇
华弹镇，是中华人民共和国四川省凉山彝族自治州宁南县下辖的一个乡镇级行政单位。2019年12月，撤销葫芦口镇，将原葫芦口镇支鲁村、武星村、大兴村所属行政区域划归华弹镇管辖。

## 行政区划
华弹镇下辖以下地区：
金沙村、永乐村、先锋村、水塘村、金江村、灯塔村和铜厂村。